# Redland City
Redland City är en kommun i Australien. Den ligger i delstaten Queensland, omkring 23 kilometer öster om delstatshuvudstaden Brisbane. Antalet invånare var 159 222 vid folkräkningen 2021.
Följande samhällen finns i Redland:
- Cleveland
- Victoria Point
- Wellington Point
- Redland Bay
- Thornlands